# Migrantgräsfly
Migrantgräsfly, Leucania loreyi är en fjärilsart som beskrevs av Philogène Auguste Joseph Duponchel 1827. Enligt Catalogue of Life är det vetenskapliga namnet istället Leucania designata beskriven med det namnet av Francis Walker 1856. Migrantgräsfly ingår i släktet Leucania och familjen nattflyn, Noctuidae. Från Finland finns åtminstone två fynd av arten ett 2006 och ett 2020. Den klassas alltså som tillfällig och sällsynt i Finland. Arten är ännu inte påträffad i Sverige. Inga underarter finns listade i Catalogue of Life.